# سال‌های سگی
سال‌های سگی منتشر شده با نام Hundejahre نام یک کتاب ادبی است که توسط گونتر گراس، نویسندهٔ اهل آلمان نوشته شده‌است.